# Anomonema haplostoma
Anomonema haplostoma är en rundmaskart som beskrevs av Stephen Donald Hopper 1963. Anomonema haplostoma ingår i släktet Anomonema och familjen Leptolaimidae. Inga underarter finns listade i Catalogue of Life.